# The Memphis Album
The Memphis Album è un album in studio di cover del cantante australiano Guy Sebastian, pubblicato nel 2007. Il disco omaggia la scena Memphis Soul.

## Tracce
1. Soul Man (Isaac Hayes, David Porter) – 2:57
2. Hold On, I'm Comin' (Samuel David Moore, David Prater) – 3:15
3. In the Midnight Hour (Steve Cropper, Wilson Pickett) – 3:15
4. I Can't Stand the Rain (Ann Peebles) – 3:58
5. Take Me to the River (Mabon "Teenie" Hodges, Al Green) – 5:53
6. Knock on Wood (Steve Cropper, Eddie Floyd) – 3:41
7. Respect Yourself (Luther Ingram, Mack Rice) – 4:23
8. (Sittin' On) The Dock of the Bay (Steve Cropper, Otis Redding) – 3:37
9. Hard to Handle (Alvertis Isbell, Allen Jones, Otis Redding) – 2:52
10. Let's Stay Together (Al Green, Willie Mitchell) – 4:10
11. I've Been Loving You Too Long (Jerry Butler, Otis Redding) – 4:10
12. Hallelujah I Love Her So (Ray Charles) – 3:24
13. I'd Like to Get to Know You (Guy Sebastian) – 4:13
14. Under the Boardwalk (Arthur Resnick, Kenny Young) – 5:00